# 沃奈桑伯爵领地
沃奈桑伯爵领地（法語：Comtat Venaissin，法語發音：[kɔ̃ta vənɛsɛ̃]）是教宗国的领土，存在于1241年至1791年，位于今法国普罗旺斯-阿尔卑斯-蓝色海岸大区。该地区围绕阿维尼翁，整体位于法兰西王国境内，是教宗国的飞地，此地区北部在法国境内还有一块不接壤的飞地瓦尔雷阿斯，由教宗若望二十二世购买。沃奈桑曾多次遭到法国入侵，1791年法国大革命爆发后，该地举行未经授权的全民公投后被法国吞并。直到1814年才得到教宗国承认。
目前的沃奈桑伯爵领地包含了80个市镇，分别位于沃克吕兹省和德龙省。相当于的德龙省南部10%的地区，剩下的90%都位于沃克吕兹省，几乎完全覆盖在罗讷河、迪朗斯河和旺图山之间，包括罗什居德、布谢、卡庞特拉、韦松拉罗迈讷、索尔格河畔利勒和卡瓦永。
阿维尼翁自1348年6月被教皇克勉六世收购以来一直是一个城邦。
2003年，它将自己的名字命名为旺图山-沃奈桑伯爵领地聚集市镇，缩写为“COVE”，其领土约占原伯爵领地的三分之一。
继克劳丁·杜尔比亚诺（Claudine Durbiano）之后，地理学家区分了伯爵领地（今天的农业区）和沃奈桑伯爵领地（被理解为历史区）。

## 历史

### 图卢兹伯国时期
克吕尼修道院院长马伊厄勒于972年被撒拉森人从他们位于瓦尔省土伦附近的弗拉克西奈据点突袭时绑架。普罗旺斯伯爵威廉一世和鲁博一世在普罗旺斯领主和都灵侯爵的帮助下，将普罗旺斯从撒拉森人手中解放出来，将他们从莫尔山上永久驱逐出去。这一行动使威廉获得了普罗旺斯事实上的宗主权，并于975年被任命为侯爵。侯国的首都设在阿尔勒。然而，侯爵的头衔仅仅是一种尊严，在威廉和鲁博的后代之间流传，但与侯爵的封地并不对应。
普罗旺斯伯国由普罗旺斯的杰弗里二世、他的兄弟威廉五世·贝特朗和他们的表妹普罗旺斯的艾玛共同拥有。1019年，普罗旺斯女伯爵艾玛与图卢兹伯爵威廉三世结婚，将鲁博王朝的权利转让给图卢兹王朝。从1093年起，普罗旺斯侯爵的头衔永久地传给了图卢兹王朝。1112年，普罗旺斯的杜丝与巴塞罗那伯爵雷蒙·贝伦格三世结婚，后者成为普罗旺斯的雷蒙-贝伦格一世。图卢兹和巴塞罗那王朝随后就侯爵身份发生冲突。1125年，雷蒙·贝伦格和图卢兹的阿方索·约旦签订了一项条约：根据该条约，普罗旺斯伯国被划分为迪朗斯河北部的侯国（分配给图卢兹伯国）和南部的伯国（分配给巴塞罗那伯国）。普罗旺斯东北部形成了福卡尔基耶伯国，在普罗旺斯的威廉五世·贝特朗于1067年去世后，该伯国传给了福卡尔基耶的阿德莱德（或称普罗旺斯的阿莉克丝）。该伯国在12世纪初获得自治。然而，1193年，普罗旺斯的阿尔方斯二世与福卡尔基尔伯爵威廉二世的孙女萨布朗的加尔森德结婚，使普罗旺斯伯国和福卡尔基耶伯国重新统一。
侯爵领地包括侯爵领地的南部，也被称为沃奈桑伯爵领地，于1274年正式采用该名称；还有奥朗日伯国和瓦朗斯地区。阿尔比十字军东征后，《莫-巴黎条约》（1229年）强加给图卢兹伯爵雷蒙七世。这导致图卢兹伯爵失去了他们在罗讷河沿岸的财产：罗讷河以西的领土移交给法国国王，而东部的领土-普罗旺斯侯国-必须移交给教皇。行政管理由教皇使节委托给法国国王的代理人。法国国王不愿意看到他去天主教堂。卡斯蒂利亚的布兰卡要求教皇额我略九世将普罗旺斯侯国归还图卢兹伯爵，理由是国王的兄弟与图卢兹伯爵的女儿结婚，法国国王不再希望保留属于图卢兹伯爵位于罗讷河左岸的土地。由于普罗旺斯侯国理论上属于神圣罗马帝国，最终是皇帝腓特烈二世于1234年9月将普罗旺斯侯国归还图卢兹伯爵。由于教皇拒绝将属于其领地的土地归还给图卢兹伯爵，皇帝派遣军队帮助博的巴拉尔一世，后者是图卢兹伯爵沃奈桑伯爵的总管。巴拉尔在1236年至1239年间接管了伯爵领地的所有城市。腓特烈二世于1235年12月再次将沃奈桑伯爵头衔赐予图卢兹伯爵。直到1271年，与图卢兹伯爵雷蒙七世的女儿让娜结婚的普瓦捷伯爵阿尔方斯去世，他没有直系后代，侯爵领地才传给法国国王腓力三世，后者于1274年将其割让给教皇额我略十世，后者将其提升为沃奈桑伯爵领地。

### 阿维尼翁教廷统治时期
1274年，法国国王腓力三世将伯爵领地割让给教皇额我略十世。教皇克勉五世于1313年在卡庞特拉建立了他的教廷。1320年，若望二十二世的侄子阿尔诺·德·特里安（Arnaud de Trian）校长在此定居，该市成为伯爵领地的首府。三年后，沃奈桑伯爵领地平原成为阿维尼翁教廷的粮仓。
1348年，那不勒斯女王乔万娜一世将阿维尼翁卖给克勉六世后，卡庞特拉和阿维尼翁这两个教皇领地分别形成了一个独立的国家，铸造货币并悬挂国旗。
其居民通常免税。但伯爵领地的指挥官胡安·费尔南德斯·德·埃雷迪亚（Juan Fernández de Heredia）和雷蒙·德·蒂雷纳（Raimond de Turenne）可以根据需要征税或提供援助。
教皇从1309年到1404年一直留在阿维尼翁，但直到1377年才被罗马权威正式承认。

### 伯爵领地内的犹太人

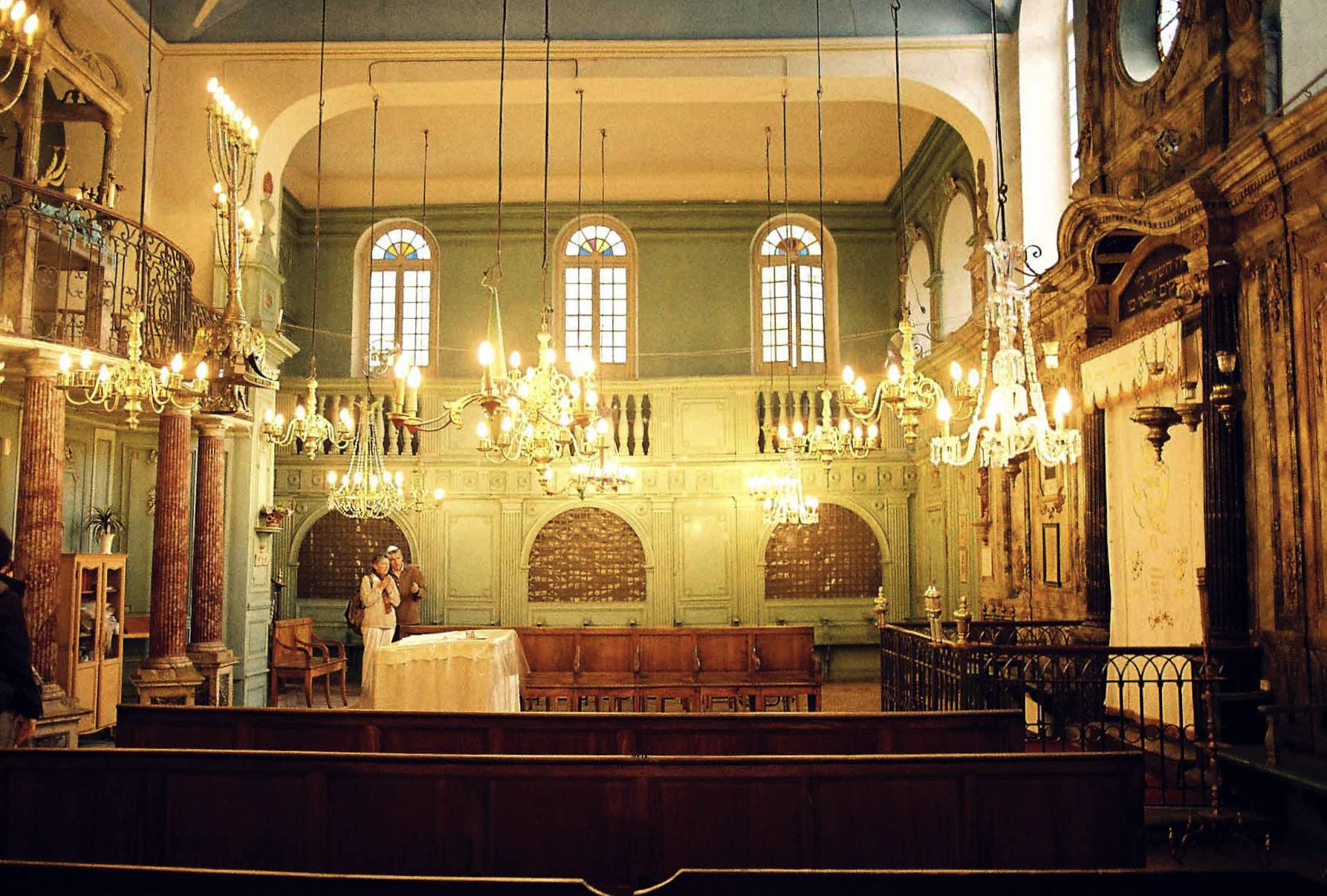
卡庞特拉有法国最古老的犹太教堂

从伯爵领地被割让给教皇的那一刻起，伯爵领地的犹太人就与阿维尼翁的犹太人联系在一起，他们在1309年至1377年期间居住在那里，通常被称为“教皇的犹太人”，他们的历史与法国的犹太人不同，教皇对犹太人的政策一直延续到大革命。事实上，教皇相对宽容允许伯爵领地的犹太人居住在伯爵领地和阿维尼翁（但有许多限制），并允许法国的许多犹太人逃避迫害。
不过在1322年，若望二十二世驱逐了在多菲内和萨沃伊避难的伯爵领地犹太人。教皇摧毁了贝达里德、博莱讷、卡庞特拉、勒托尔、马洛塞讷、蒙特和佩尔讷的犹太教堂。这一驱逐很快被取消，因为他在1326年阿维尼翁会议上要求犹太人，从14岁起，男孩必须穿黄色圆衫，女孩从12岁起必须戴上独特的面纱（cornalia）。
从16世纪末开始，犹太人被迫生活在伯爵领地的四个街道。这些地方被称为Arba Kehilot，是分别位于阿维尼翁、卡庞特拉、卡瓦永和索尔格河畔利勒的四个神圣社区。
法国南部最古老的犹太教堂可追溯到14世纪，其最古老的墙壁位于卡庞特拉。它建于1361年，得到了主教让-罗热·德博福尔的同意，也称为弗兰德里尼，他是克勉六世的侄子，额我略十一世的兄弟。六年后，德博福尔授予卡庞特拉犹太人拥有墓地的权利。

### 伯爵领地的货币
早在1274年，印有教皇肖像的硬币就在伯爵领地内流通。安甘贝尔的约瑟夫·多米尼克（1683-1757）收集了大量藏品，他于1735年至1754年担任卡庞特拉教区主教。他将他的奖章捐赠给了他的主教城市，在那里可以看到金弗洛林、大银、半大银、四分之一大银、比隆第纳尔和比隆铜板。
从四分之一大银到比隆，这些硬币的反面总是印有传奇人物Comes Venesini而不是圣伯多禄。
克勉五世在索尔格河桥建立了第一个铸造车间，直到依诺增爵六世担任教皇期间，该车间被转移到阿维尼翁，位于现在的萨吕斯街，在那里一直使用到革命。

### 与法国国王的关系
几个世纪以来，法国国王一直对教皇领地施加经济压力。他们的方法在不同时期几乎没有变化，就是引入过高的关税。
在巴黎和罗马之间发生严重危机的情况下，禁止教皇领地进口法国小麦。结果导致阿维尼翁和伯爵领地的人口立即受到干旱的威胁。
一些国王多次试图吞并教皇领地：1663年、1668年、1687年至1688年，国王与教皇在王权事件中发生争端，1768年至1774年，国王向教皇施压，要求其废除耶稣会。
如果说路易十四和依诺增爵十一世之间的冲突堪称典范，那么路易十五的尝试就更长了。除了国王希望强加给教皇王权之外，1764年被驱逐出法国的耶稣会士也卷了进来，因为他们很容易在阿维尼翁找到避难所。这是国王军队进入阿维尼翁和伯爵领地（1768年）的理想借口。法国的占领一直持续到1774年，在这一年，耶稣会士的命运（1773年被废除）和法国主教及其利益问题都得到了印玺的解决。路易十五和克勉十四世几乎同时去世，促进了双方关系恢复正常。
阿维尼翁和伯爵领地回到了教皇的怀抱，这让阿维尼翁的商人和伯爵领地的市民感到非常沮丧，他们的贸易再次被海关权利的重新出现“扼杀”。事实上，我们必须清楚地看到，尽管在宗教事务上存在紧张关系，但自1734年3月的协定以来，这个小国与法国王室之间的贸易关系一直是在金融协议的基础上解决的：马里·洛尔·勒盖（Marie Laure Legay）展示了在整个18世纪，法国的包税机构（Ferme Générale）如何干预沃奈桑伯爵领地的税务管理。

### 瘟疫之墙

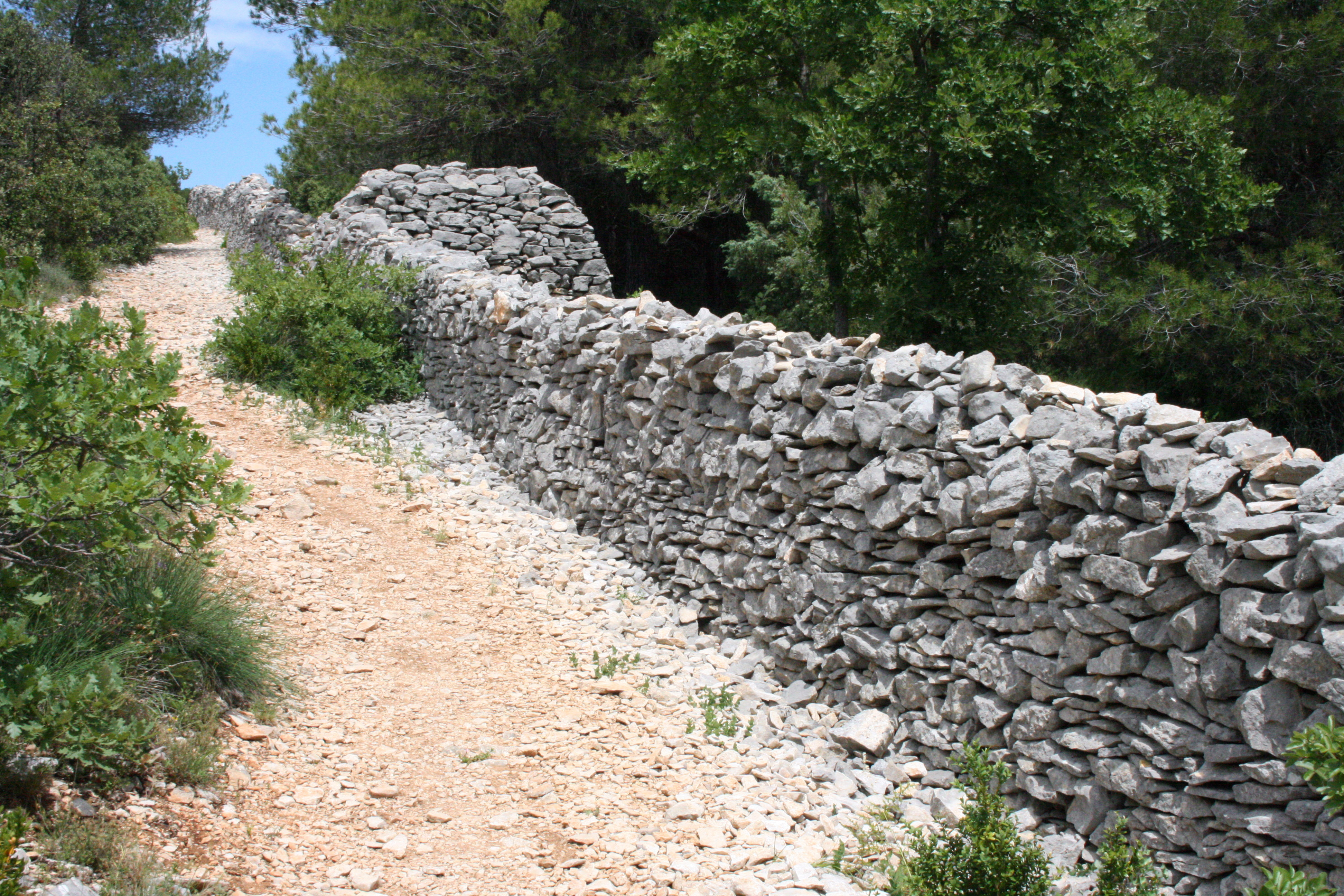
位于卡布里耶尔-达维尼翁的瘟疫之墙

瘟疫之墙的修建实际上标志着沃奈桑伯爵领地、阿维尼翁城邦和法属普罗旺斯之间的边界，是法国与教皇国之间模棱两可关系中最具戏剧性的事件之一。
这一切始于1720年5月25日的马赛。由市议员让·巴蒂斯特·埃斯特勒（Jean-Baptiste Estelle）包租的商船“大圣安托万号”（Grand Saint Antoine）抵达港口，装载了一批织物和丝绸，将在下一届博凯尔博览会上出售。尽管在建筑物内发生了可疑的死亡事件，但市议员设法缩短了商品的检疫期，并开始在现场销售织物。
6月20日，该市报告了第一例鼠疫病例。只有在7月20日的博凯尔博览会之后，才正式宣布了这一祸害。9月初，沿迪朗斯河建立了一条卫生线。该部队被动员起来日夜守卫，防止人员和货物通过。
法国领地上的阿维尼翁和伯爵领地的飞地的情况仍有待解决。1721年2月14日，教皇当局和统领多菲内的中将梅达维伯爵在马藏会面。他们决定在卡布里耶尔-达维尼翁和莫尼约之间修建一堵墙。教皇的臣民必须独自确保这一点。
在五个月的时间里，500人在1.90米的高度上建造了一堵干石墙。它绵延36公里，两侧有40个门房、50个哨所和21个围墙。7月底，一千名伯爵领地的士兵开始守卫。这是不必要的，因为8月份已经在阿维尼翁爆发了瘟疫。因此，摄政中将的部队沿着瘟疫墙取代了教皇的部队，而伯爵领地只有少数几个“屏障”，包括萨布朗。
大瘟疫在阿维尼翁持续到1722年10月2日，最后一道屏障于12月1日解除。普罗旺斯、朗格多克和沃奈桑伯爵领地加起来至少有126,000人死亡。

### 沃奈桑伯爵领地与法国的连接

#### 1789年伯爵领地的危机
伯爵领地的饥荒存在于地方病状态。作物短缺足以点燃粉末。3月，阿维尼翁的粮仓遭到抢劫，卡庞特拉的小麦以买家强加的价格出售，从而避免了骚乱。
7月14日在巴黎攻占巴士底狱，在当月下旬在法国所有省份引起了极大的恐惧。伯爵领地也没有逃脱，资产阶级民兵成立了。
1789年8月7日，教皇副公使菲利普·卡索尼在阿维尼翁表示，他同意接受投诉书。两天后，卡庞特拉爆发了一场反对税收的骚乱；校长克里斯托福罗·皮耶拉基立即承诺减税。与此同时，勒巴鲁的村民强迫他们的领主戴上三色斗篷。1789年8月26日，马藏的居民谴责教皇行政当局的虐待行为。
9月初，阿维尼翁再次爆发骚乱，9月14日，来自韦松拉罗迈讷的400名武装农民占领了城市大门。面对愤怒的爆发，在卡庞特拉举行的伯爵领地国民大会上，来自城镇和村庄的几名代表坚持召开大会。

#### 卡庞特拉和阿维尼翁反对加入法国
1790年2月3日，在阿维尼翁，数千人入侵教皇副公使居住的教皇宫殿。他们的动员迫使菲利普·卡索尼释放了莫兰和监禁的律师佩尔。
由于地区大会的召开仍在议程上，3月25日与教务长就代表选举达成了协议。与此同时，在阿维尼翁举行了第一次市政选举。尽管许多人弃权，他们还是见证了爱国者的胜利。
虽然在整个4月，天主教徒和阿维尼翁的支持者之间在韦松发生了暴力冲突，但正是在同一个月的12日举行了地区议会选举。他们于5月24日在卡庞特拉举行了第一次会议。
三天后，代表们决定，各地区议会现在将成为沃奈桑伯爵领地代表大会。他们刚刚结束了四个世纪的教皇法理学。
正如勒内·穆利纳所强调的，“尽管他们的方法明显相似，但阿维尼翁和伯爵领地国仍然有着非常不同的精神，特别是由于他们主要人选的社会招募。在阿维尼翁，领导人是平民、商人、律师、工匠大师和与人民关系密切的店主。相比之下，在卡庞特拉，管理人员由贵族成员担任。”

#### 1790年7月和12月的危机
阿维尼翁的局势迅速变得激进。6月10日，爱国者指责贵族密谋反对市政当局。第二天，其中三人因叛国罪被绞死。6月12日，在市政府投票后，副公使被正式通知要求将阿维尼翁并入法国。菲利普·卡索尼立即在卡庞特拉避难，在那里他将担任副公使和教区长。
但在巴黎，面对既成事实，国民公会保留了对重新加入请求的回应，以免冒犯教皇并断绝与圣座的关系。
7月专门进行了伯爵领地内的市政选举。阿维尼翁和卡庞特拉之间的对抗标志着这场竞选活动：7月4日，在马洛塞讷，为了结束暴乱，其领导人被指控为阿维尼翁的使节，邻近的民兵被召集增援；11日，亲阿维尼翁派和亲教皇派在勒托尔爆发冲突；13日，卡瓦永被伯爵领地代表大会的军队占领。
到月底，每个市镇都选出了市长，市长通常在教区教堂举行感恩赞仪式后就职。
9月12日，《阿维尼翁信使报》发表了一篇文章，指出如果国王批准神职人员的民事宪法，教皇将宣布法兰西民族分裂，一个月后，10月15日，阿维尼翁市议会没收了教堂的银器。该市法令的制定是为了将其转化为现金，用于救济穷人和满足城市的需要。
如果11月阿维尼翁发生洪水，12月将举行大规模演习。卡庞特拉人拉斐尔是伯爵领地首都的知名人士之一，于本月1日加入阿维尼翁。在接下来的一周里，韦松市长拉维拉斯和他的朋友公证人安塞尔姆受到了阿维尼翁宪法之友俱乐部的欢迎。这只是一个在伯爵领地内举行支持加入法国的公民会议的问题。

#### 阿维尼翁和卡庞特拉之间的战争

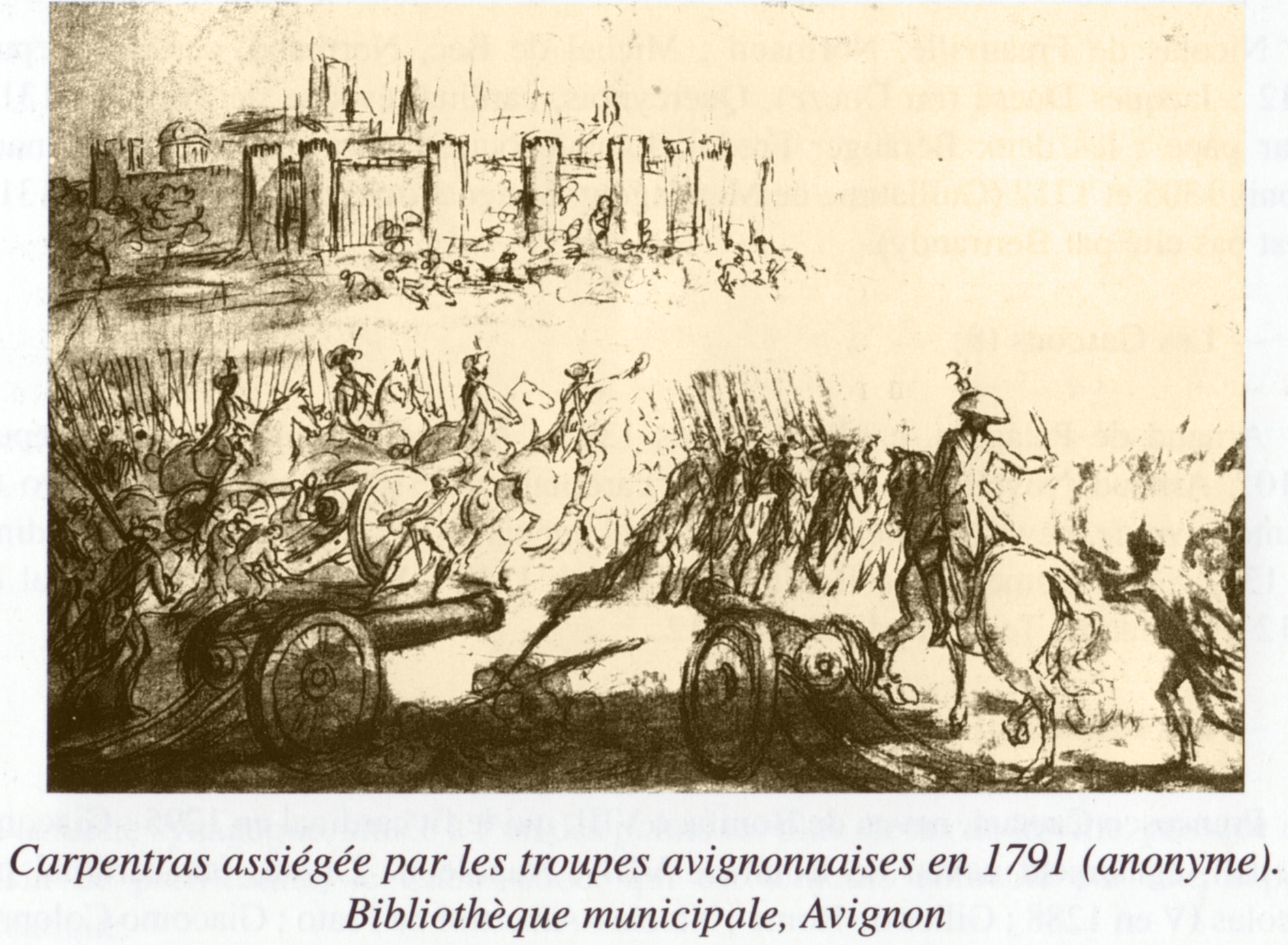
阿维尼翁军队围攻卡庞特拉，1791年

1791年1月2日，在阿维尼翁人对卡瓦永进行干预后，伯爵领地内的市镇采用了三色旗，伯爵领地代表大会被取消资格，并暂停了工作。
14日，卡庞特拉人起义反对教皇，在圣西弗兰大教堂举行集会，要求加入法国。他们得到了阿维尼翁军队的支持，从1月20日起，阿维尼翁军队开始围攻首都卡庞特拉。但雨雪天气迫使攻势受阻。
在二月份，这场运动陷入了困境。2月7日，25个伯爵领地市镇代表聚集在教皇城，要求加入法国。成立一个省的原则被采纳，其名称应为沃克吕兹，其首都应为阿维尼翁。
另一方面，在卡庞特拉，居民们试图建立一个小型独立国家，在国内进行类似法国制宪会议的改革，但不同意与法国统一。1790年4月，未经教皇同意，但承认教皇的权威，他们在议会开会并改革政府：教皇被承认为宪法主权。阿维尼翁刚刚加入法国，试图迫使卡庞特拉也并入法兰西共和国。卡庞特拉抵抗了阿维尼翁人连续两次围攻。

#### 人民自决权
1791年8月18日，在贝达里德的圣洛朗教堂，每个市镇的代表决定将沃奈桑伯爵领地并入法国。该法案被认为是最早表达人民自决权的法案之一。
法国国民公会随后任命了三名委员，雷蒙德·德·维尼纳克-圣莫尔、莱塞纳·德迈松和缪洛神父前往当地。

### 并入法国
1791年9月14日，根据阿尔芒·加斯顿·加缪议员的提议，法国国民制宪会议通过了一项法令，将“阿维尼翁和沃奈桑两个联合国”并入法兰西帝国。同一天，路易十六批准了“阿维尼翁和沃奈桑伯爵领地联合带回法国”的法令。
1791年9月23日，国民制宪会议通过了一项法令，“关于前阿维尼翁和沃奈桑伯爵领地的临时组织法”，路易十六于10月2日批准了该法令。

### 创立沃克吕兹省

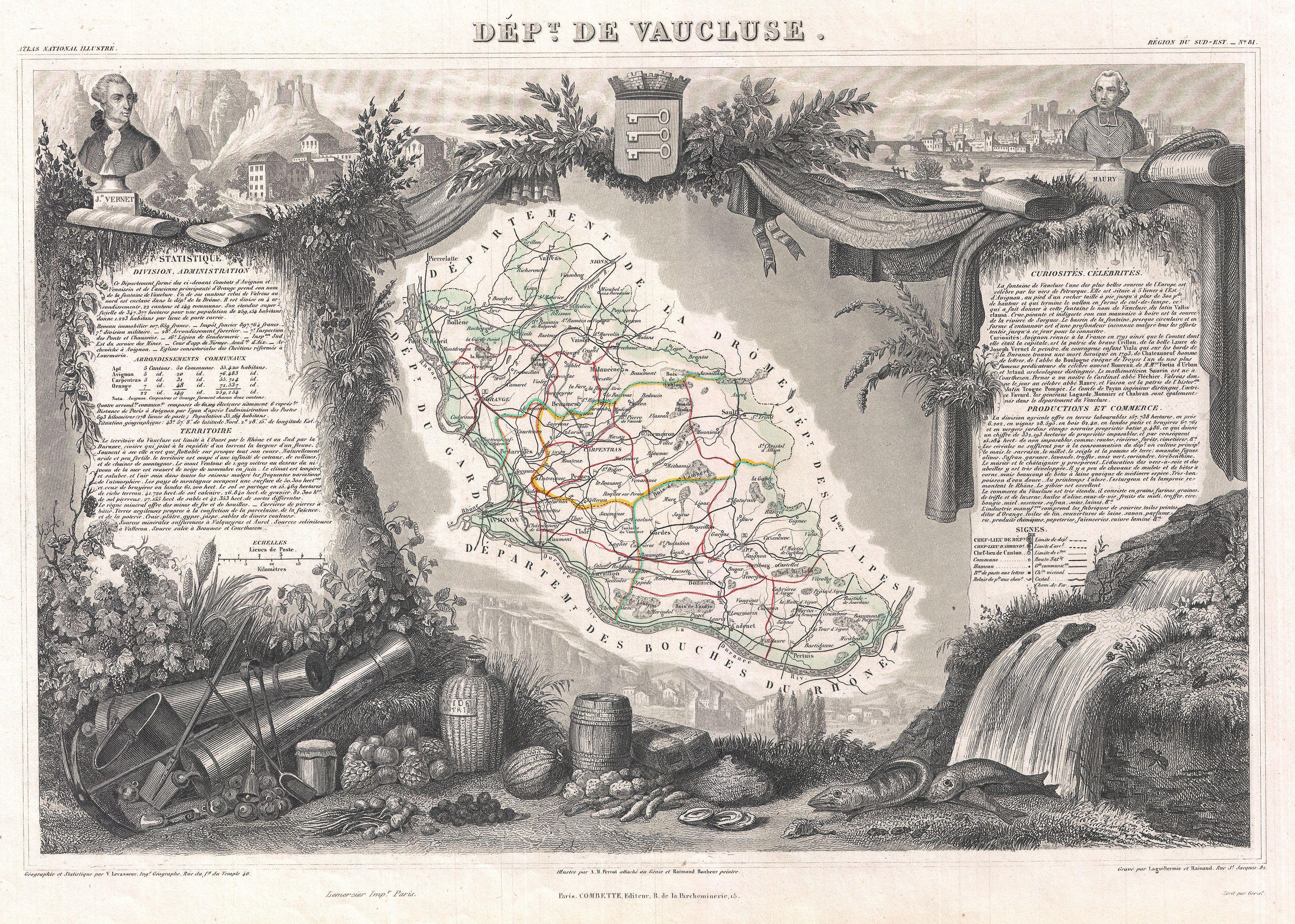
1852年的沃克吕兹省地图，由勒瓦瑟创作

1793年6月25日，法国国民公会通过了一项法令，“关于成立第87个省，成为沃克吕兹省”。
因此，沃克吕兹省最终由阿维尼翁城邦、沃奈桑伯爵领地组成，包括德龙省的教皇飞地，即瓦尔雷阿斯（Valréas）州、奥朗日（Orange）和蒙德拉贡（Mondragon）公国、阿普特（Viguerie d'Apt）和索村（Sault）伯国。
新成立的省取消了六个主教区中的五个：卡庞特拉、卡瓦永、阿普特、奥朗日和韦松，只剩下阿维尼翁主教区。
1797年2月19日，教皇庇护六世在拿破仑·波拿巴将军领导的法国军队入侵教会其他国家的威胁下签署了《托伦蒂诺条约》。

## 地理
在罗讷河和迪朗斯河之间，沃克吕兹山脉由几个小山丘组成，环绕着伯爵领地平原。西面是当泰勒德蒙米拉勒山脉，在圣阿芒山脊海拔730米，北面是旺图山，海拔1912米。在南部，独立于沃克卢斯山脉，小吕贝龙形成了一个天然屏障，在穆雷德凯拉斯海拔高726米。

### 人口
截止2012年，原沃奈桑伯爵领地内有9个城镇人口超过2万，其中人口最多的两个城镇分别是卡庞特拉（28,520人）和卡瓦永（25,289人）。

### 地形
伯爵领地平原位于古沃贡蒂安海的崩塌盆地，其沙质古海岸线仍然存在，从福孔到贝端，途经得名的萨布莱。
该盆地以旺图山的南面为主，从瑟兰山（Mont Serein）和伯爵领地的高地，通过一系列平原和丘陵向下延伸至当泰勒德蒙米拉勒山脉，该盆地被第四纪冲积物填满，沉积物从20米到80米不等。
沃克吕兹山（Monts de Vaucluse）是一块由天坑和深坑洞穴雕刻而成的石灰岩山体，是旺图山的自然延伸，仅被内斯克河的深谷隔开。

### 水文
平原北部由图卢朗克河、埃兰河和艾格河灌溉，中部由内斯克河、欧宗河和乌韦兹河灌溉，南部由索尔格河和卡拉翁河的不同支流灌溉，一旦进入伯爵领地，就以库隆河的名字命名。

#### 索尔格河
索尔格河发源于方丹德沃克吕兹，这是法国最大的岩溶泉，也是世界第五大岩溶泉。索尔格河最初在索尔格河畔利勒上游的分水岭上一分为二。从那时起，她用两个大手臂创建了“索尔格盆地”，韦勒龙索尔格河和昂特赖格索尔格河。这些分支分为几十个不同名称的支流：蒙克拉尔索尔格河、萨布勒桥索尔格河、特拉维尔索尔格河、穆兰-约瑟夫索尔格河、费布勒索尔格河、穆兰索尔格河、特伦托索尔格河等。

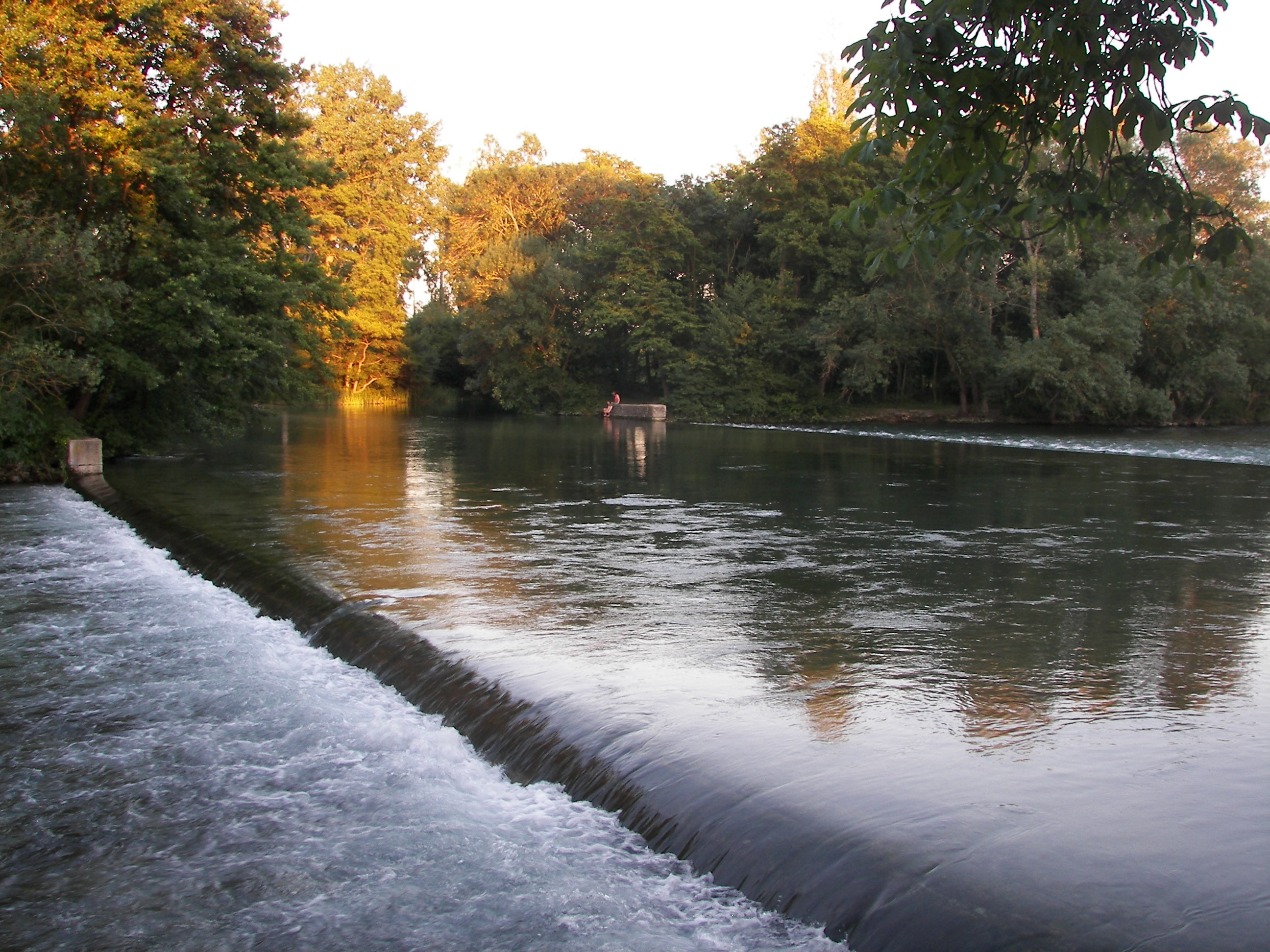
位于索尔格河畔利勒的支流

河流流量为常年型，在地中海地区不典型。其平均值为18.3 m3/s，5月最高水域的变化仅为+5.09 m3/s，9月最低水域的变化为-9.82 m3/s。

#### 乌韦兹河
乌韦兹河发源于沙穆斯山，靠近索姆居尔，位于德龙省东南部的巴罗尼高地。它向西流动，经过蒙盖、比莱巴罗尼、皮埃尔隆格、乌韦兹河畔莫朗和贝达里德。在沃克吕兹省，它流经旺图山西北部和当泰勒德蒙米拉勒山脉北部，到达韦松拉罗迈讷。过了韦松之后，它流入拉斯托和索尔格之间相当潮湿的平原。乌韦兹河在索尔格以西与罗讷河汇合，面向巴尔特拉斯岛。
乌韦兹河的流量季节性波动相当大，冬季和春季的高流量使11月至5月（包括1月）的月平均流量达到7.11至10.0 m3/s，夏季的低流量从7月至9月，8月的月平均流量下降至1.36 m3/s。另一方面，洪水可能极其严重，甚至具有破坏性。QIX（最大瞬时流量）2和QIX 5分别为159和266 m3/s。QIX 10为337 m3/s。QIX 20为390 m3/s，而QIX 50为470 m3/s。
1992年9月22日记录的最大瞬时流量约为1000 m3/s，而1994年1月7日记录的最大日流量为304 m3/s。

#### 格罗索泉
格罗索泉是一个“沃克吕兹泉水”，发源于马洛塞讷。重要的是，这是继沃克吕兹泉之后，沃克吕兹省的第二大喀斯特岩溶泉。这条泉水的名字来源于一条河流，该河流在穿过昂特勒绍和克雷斯泰后流入乌韦兹河。

#### 卡拉翁河
卡拉翁河发源于海拔800米的巴农（上普罗旺斯阿尔卑斯省），形成卡拉翁河谷，途经阿普特和卡瓦永；再往下80公里，它在科蒙附近汇入迪朗斯河。这条河流挖掘了壮观的奥珀代特峡谷。其水道长度为88.3 km。
这条河来自普罗旺斯，在那里它的名字是卡拉翁，当它到达沃奈桑伯爵领地平原时，它的名字变成了库隆河，在博美特，靠近古代阿尔比克高卢人的领土边界（山上面向阿普特）和卡瓦雷人的领土（平原上面向卡瓦永）。这些文件证实了这两个名称的潜在演变，因为来自晚期拉丁语的单词：aucalo、causalo、caudalio，在14世纪演变成caularo，在15世纪演变成caulaho。

### 气候
伯爵领地的地中海气候主要取决于密史脱拉风。这种吹入罗讷河谷的主风首先确定了农业建筑（由东/西向柏树树篱隔开的耕地）和乡村建筑（具有盲北立面的房屋）。
它的风力使得领地内每年只有12天的雾天，并提供2600至2700小时/年的日照。另一方面，绿色区域（灌木丛和森林）植被脆弱，夏季容易发生火灾，所以所有人格外小心。
密史脱拉风的另一个影响是降雨较少，但通常比较猛烈。年总降雨量在600至700毫米之间，但一场风暴可以落下200毫米。1992年9月22日，昂特勒绍的降雨量为300毫米，导致韦松拉罗迈讷和伯爵领地平原发生灾难性洪水。

## 农业
伯爵领地农业的巨大财富使其被誉为法国的后花园。水和灌溉的重要性、作物的强度以及融入国际市场的程度表明，伯爵领地拥有花园型（Huerta）农业系统。

### 灌溉
在这种炎热干燥的气候下，作物灌溉迅速成为抗旱的必要条件。有两条河流用于此目的，索尔格河和迪朗斯河。最古老的灌溉系统早在12世纪就建立了，当时圣朱利安运河（Canal Saint Julien）的挖掘将迪朗斯河的水引至了现在的舍瓦勒布朗。在接下来的一个世纪里，在索尔格河上进行的工程将其引至阿维尼翁，使新的土地得以灌溉。但仍然不够，在1537年12月11日，弗朗索瓦一世授权迪朗斯河的水从梅兰多勒进一步改道。这一改道现在被称为“奥佩德的老运河”。
18世纪是大胆运作的世纪。建立了两个新的网络：“老卡贝当”（1765年）和“新卡贝当”（1766年）。此后不久，1771年，工程师兼建筑师布兰·卡代（Brun Cadet）提议修建一条灌溉渠，用于“浇灌沃奈桑伯爵领地的部分土地”，并在梅兰多勒修建一座新的蓄水池。他绘制了他的项目地图，该项目绕过了圣皮埃尔（舍瓦勒布朗）的吕贝龙，经过了塔亚德、罗比永和莫贝克，然后穿过卡拉翁河，在向卡庞特拉灌溉伯爵领地平原后到达阿维尼翁。它是“卡庞特拉运河”的先声。

### 作物

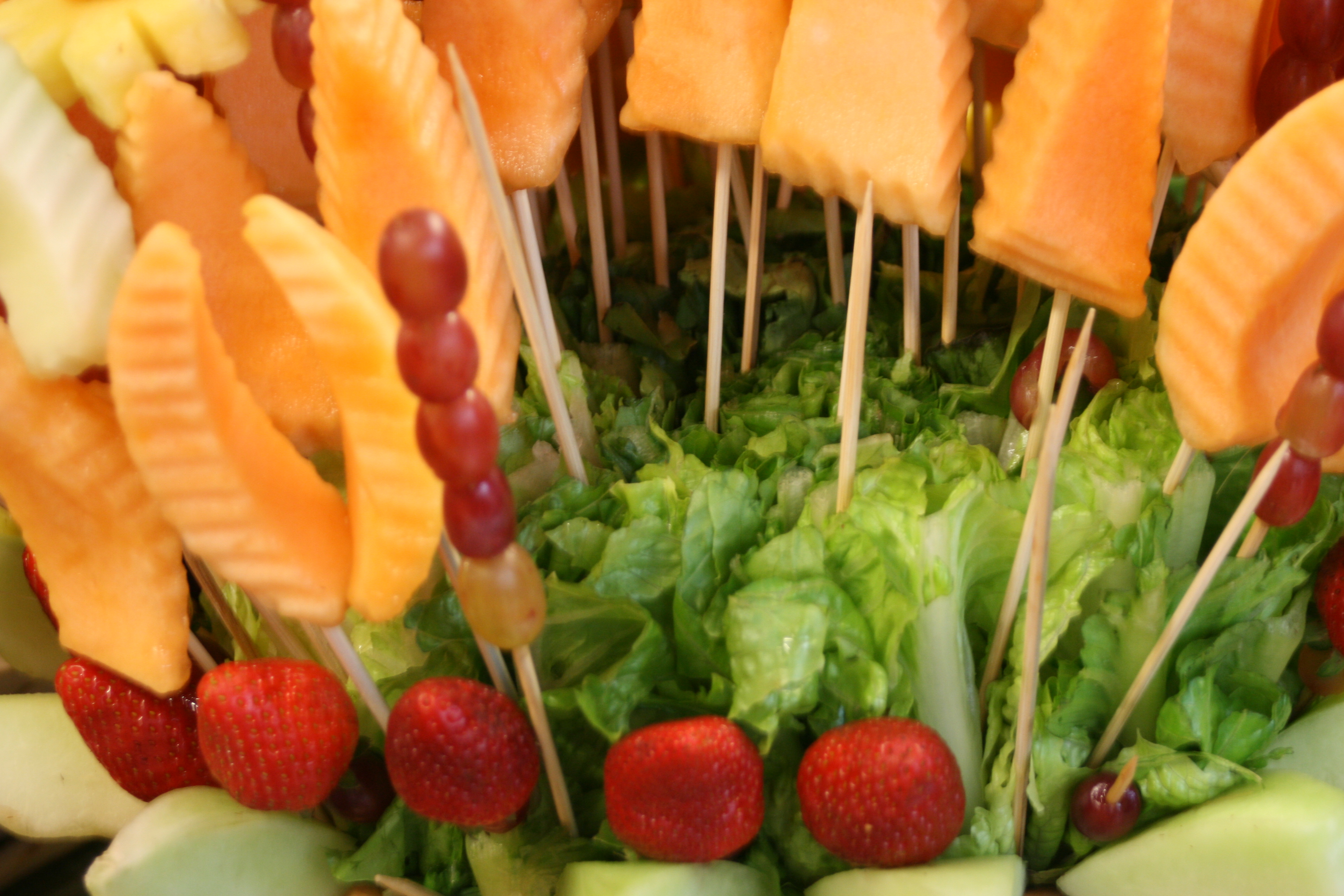
伯爵领地出产的蔬果

从12世纪开始，由于灌溉，这个花园型平原生产甘蓝、苤蓝、鹰嘴豆和豆子。一个世纪后，索尔格河修建的沃克吕兹运河增加了其生产潜力。
教皇来到伯爵领地，然后在阿维尼翁定居，改变了他们的饮食习惯。伯爵领地平原成为教皇的粮仓。但从14世纪开始，灌溉区出现了新品种，包括沙拉、朝鲜蓟和甜瓜。第一次工业文化与桑树一起建立，用于养蚕和发展蚕业。
与普遍认知相反，教皇没有用葡萄园覆盖整个地区。只有梯田专门用于种植葡萄。
橄榄园通常被用作高架葡萄园的支撑。卡庞特拉地区的一份销售契约指出，这一时期“有一个橄榄园，种植了一个十二坪的葡萄园”。他们选择了维尔达勒（Verdale）油橄榄品种，该品种仍在博姆德沃尼斯和马勒莫尔迪孔塔周围种植。
16世纪出现了来自美洲的番茄和菜豆。两个世纪后，1763年，亚美尼亚人让·阿尔滕开发了染色茜草（garance），这将使伯爵领地的财富持续近两百年。
19世纪充满了灾难。尽管路易·巴斯德（Louis Pasteur）进行了现场干预，但从1862年起，蚕胞子虫病严重破坏了养蚕业，1868年，根瘤蚜肆虐了葡萄园，一种化学物质茜素取代了染色茜草。
沃克吕兹省的建立和伯爵领地与教宗国的商业联系的中断给这个法国新省份的葡萄酒带来了认可和声誉问题。大约60年后，当时成为葡萄酒贸易中心的贝尔西试图列出全国各地的优质葡萄酒。
1856年，阿希尔·拉里夫（Achille Larive）是《葡萄酒导报》和《贝尔西日报》的创始人，在其出版的第一年，他发起了“呼吁被忽视的葡萄酒所有者”。沃克吕兹省的一位读者回答说：“我们的葡萄园在质量上与许多其他葡萄园一样，在质量上也比其他葡萄园优越，但没有得到应有的重视……目前，我们的葡萄酒或多或少地以一个辉煌的笔名交付：来自西班牙、纳博讷、圣吉勒等的葡萄酒，它们的原产地隐藏在借来的印章下。”
1857年，里昂-马赛铁路线和PLM的建立，尽管存在许多保留意见，但证实了伯爵领地的农业在市场园艺、水果种植以及葡萄酒种植方面的特色。特别是当一种新的美食产品开始征服首都，伯爵领地松露。里什朗什和卡庞特拉是世界上最大的两个松露市场。在旺图山和特里卡斯坦之间，出产80%的法国松露。这是2/3规则：法国出产世界松露的2/3，沃克吕兹省出产法国松露的2/3，沃奈桑伯爵领地出产沃克吕兹省松露的2/3。奥古斯特·卢梭（Auguste Rousseau，1808-1894）是一位卡庞特拉人，来自该市一个著名的古老家族，他在19世纪编纂了松露文化，并促进了所谓的人工松露种植园（主要是冬青栎和白栎种植园）的发展，因为天然松露的产量很低。他在卡庞特拉的普斯迪普兰区、马藏的圣多纳特区和索马讷的各种家庭财产中大规模地这样做。他的努力取得了成功，并在世界博览会上获得了许多奖项和金牌。随后，上普罗旺斯阿尔卑斯省的许多沃克吕兹人、德龙人、加尔人农民迅速受益于新灌溉渠无法提供的土地的转换，因此被改造成松露农场。1833年，奥古斯特·卢梭创立了自己的公司，加工松露和其他农产品（罐装水果、番茄等），直到1970年，该公司一直与同一家族的不同成员合作。
灌溉网络之所以如此，是因为“filioles”（二级灌溉渠）将水引导到最小的田地，以至于第一批时令水果和蔬菜能够从卡瓦永火车站抵达巴黎。正是在这一时期，大仲马（Alexandre Dumas）非常珍视的卡瓦永甜瓜的美誉和莱昂·德·福斯（Léon de Fos）的诗意公理得以延续：“诗歌、甜瓜和葡萄酒是三种难以忍受平庸的东西。”
伯爵领地平原-这个名字仍然是因为它的农业生产-在法国的露天或温室生产苹果、樱桃（食用或工业）、食用葡萄、番茄和瓜类方面排名第一。它的梨、草莓、芦笋、西葫芦、蒜和洋葱排名第二。
从阿尔及利亚返回的农民尽管比例很低，但由于他们的活力和“现代主义”农业理念，对当地农村环境产生了决定性影响。在伯爵领地平原平原，他们通常是温室栽培和塑料栽培的发起人。在葡萄酒种植区，他们是最早使用“酿酒温度控制”（水箱上的径流，然后是热泵）的人之一。今天，正是摩洛哥裔农民在面临农业萧条和住宅破旧现象时保持了伯爵领地的农业活力。

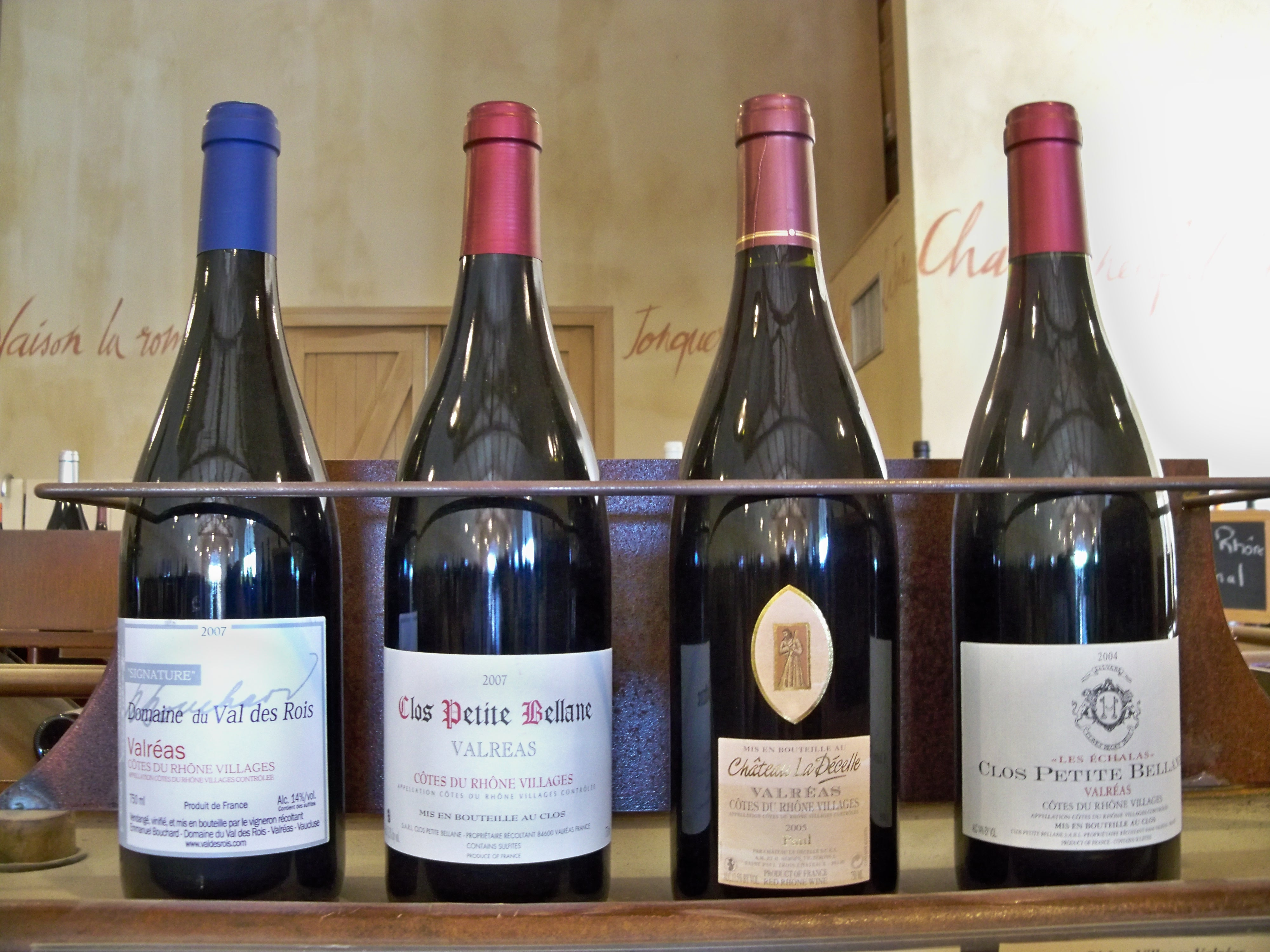
罗讷河谷村庄级瓦尔雷阿斯葡萄酒

AOC葡萄酒以历史上原产于阿维尼翁的教皇新堡为首，其旗舰包括瓦给拉斯（Vacqueyras）、吉恭达斯（Gigondas）、博姆-德沃尼斯（Beaumes de Venise）、凯拉纳（Cairanne）以及拉斯多（Rasteau）和博姆-德沃尼斯的VDN（天然甜葡萄酒）。除了这一享有盛誉的生产之外，还有罗讷河谷村庄级，包括以市镇或地方命名的村庄：维桑、萨布莱、塞居雷、罗艾克斯、皮梅拉、瓦尔雷阿斯、普兰德迪厄、于绍高地，以及旺图山（AOC）和吕贝龙山（AOC）。

## 工业

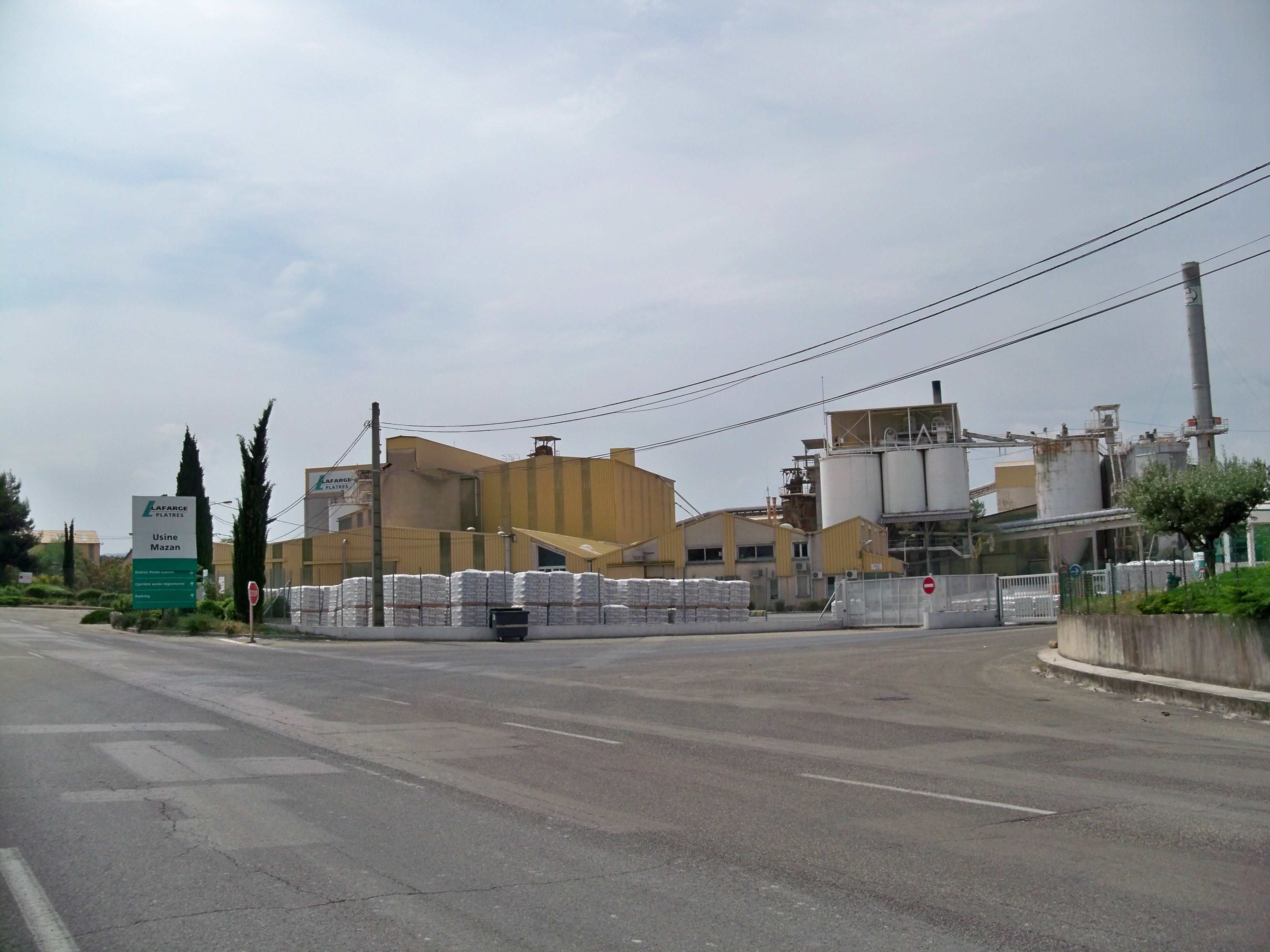
位于马藏的拉法基工厂

伯爵领地的工业制造业都是在工业革命之前发展起来的。他们主要使用水作为动力。首先是索尔格河，从沃克吕兹泉到阿维尼翁城门，经过索尔格河畔利勒，安装了一系列面粉加工厂。很快，方丹德沃克吕兹和马洛塞讷的造纸厂利用了格罗索的沃克吕兹泉的驱动力。
皮革加工在欧宗河畔的卡庞特拉（制革区）非常重要。
粘土（博莱讷的砖厂）、赭石（莫尔穆瓦龙和欧宗河畔维尔之间）和马藏石膏的开采直到18世纪初才变得重要。更重要的是在博蒙迪旺图、圣迪迪耶和塔亚德采石场开采切割石。
值得注意的是，采石场的艺术也为沃克吕兹省山区的葡萄栽培服务，主要在沃纳斯克、勒博塞、圣迪迪耶、方丹德沃克吕兹、索马讷、卡布里耶尔-达维尼翁和拉涅挖掘了岩石酒桶。
如今，前沃奈桑伯爵领地因其农业生产转型而吸引了许多农业食品行业以及相关行业，如马口铁、包装箱和造纸业。

## 服饰和传统
沃奈桑伯爵领地拥有一种服饰文化，在将其与普罗旺斯传统联系起来的同时，也与众不同。
19世纪穿的传统伯爵领地服饰包括所谓的弗里吉亚式或“希腊”式头饰。
一些食谱也是伯爵领地的特色菜肴，如brassadeau，仍然被称为烫松糕的鸡蛋糕点，只有在复活节才能找到。

## 旅游
伯爵领地有三个村庄被列为法国最美丽的村庄：梅内尔布、塞居雷和沃纳斯克。
卡庞特拉和沃奈桑伯爵领地被列为艺术与历史之城及地区。